# Републикански път II-14
Републикански път II-14 е второкласен път, част от републиканската пътна мрежа на България, изцяло на територията на Област Видин. Дължината му е 41,7 km.
Пътят започва от 8,3-ти км на Републикански път I-1 на околовръстния път на Видин, при село Новоселци. Минава през селата Бела Рада и Войница и се изкачва на вододела между реките Тополовец и Войнишка и по него продължава на запад-югозапад. Преминава през град Кула и след 11,5 km достига до сръбската граница при ГКПП Връшка чука, където продължава с път № 36 от Сръбската пътна мрежа.
От него се отклоняват три третокласни пътя, в т.ч. 1 с трицифрен номер и 2 с четирицифрени:
- при 30,2 km, в град Кула — наляво Републикански път III-141 (27,1 km) до гара Срацимир на Републикански път I-1;
- при 39,4 km – наляво Републикански път III-1401 {43,3 km) през селата Киреево, Раковица, Подгоре, Раяновци, Ошане и Вещица до Белоградчик;
- при 16,0 km на Републикански път III-1401, в село Подгоре — наляво Републикански път III-1403 {20,5 km} през селата Цар Шишманово и Макреш до 37,5 km на Републикански път I-1.

| Пътища, отклоняващи се надясно (населено място, № на пътя, посока на пътя) | Км   | Пътища, отклоняващи се наляво (посока на пътя, № на пътя, населено място) |
| -------------------------------------------------------------------------- | ---- | ------------------------------------------------------------------------- |
| Община Видин, с. Новоселци, I-1, 8,3 km ←                                  | 0,0  | ← 8,3 km, I-1, с. Новоселци, Община Видин                                 |
|                                                                            | 3,2  | → общински път (за с. Слана бара)                                         |
|                                                                            | 6,3  | с. Бела Рада                                                              |
| с. Войница                                                                 | 13   | с. Войница                                                                |
| Община Кула                                                                | 14,7 | Община Кула                                                               |
|                                                                            | 19,6 | → общински път (за с. Чичил)                                              |
| (за с. Цар-Петрово) общински път ←                                         | 21,5 |                                                                           |
| гр. Кула, III-121 49,6 km →                                                | 29,4 | гр. Кула                                                                  |
| гр. Кула, (за с. Големаново) общински път ←                                | 29,8 | гр. Кула                                                                  |
| гр. Кула                                                                   | 30,2 | → 0,0 km III-141 (за гара Срацимир), гр. Кула                             |
| (за с. Извор махала) общински път ←                                        | 37,6 |                                                                           |
|                                                                            | 39,4 | → 0,0 km III-1401 (за гр. Белоградчик)                                    |
| ГКПП Връшка чука                                                           | 41,7 | ГКПП Връшка чука                                                          |